# Adventure Island II

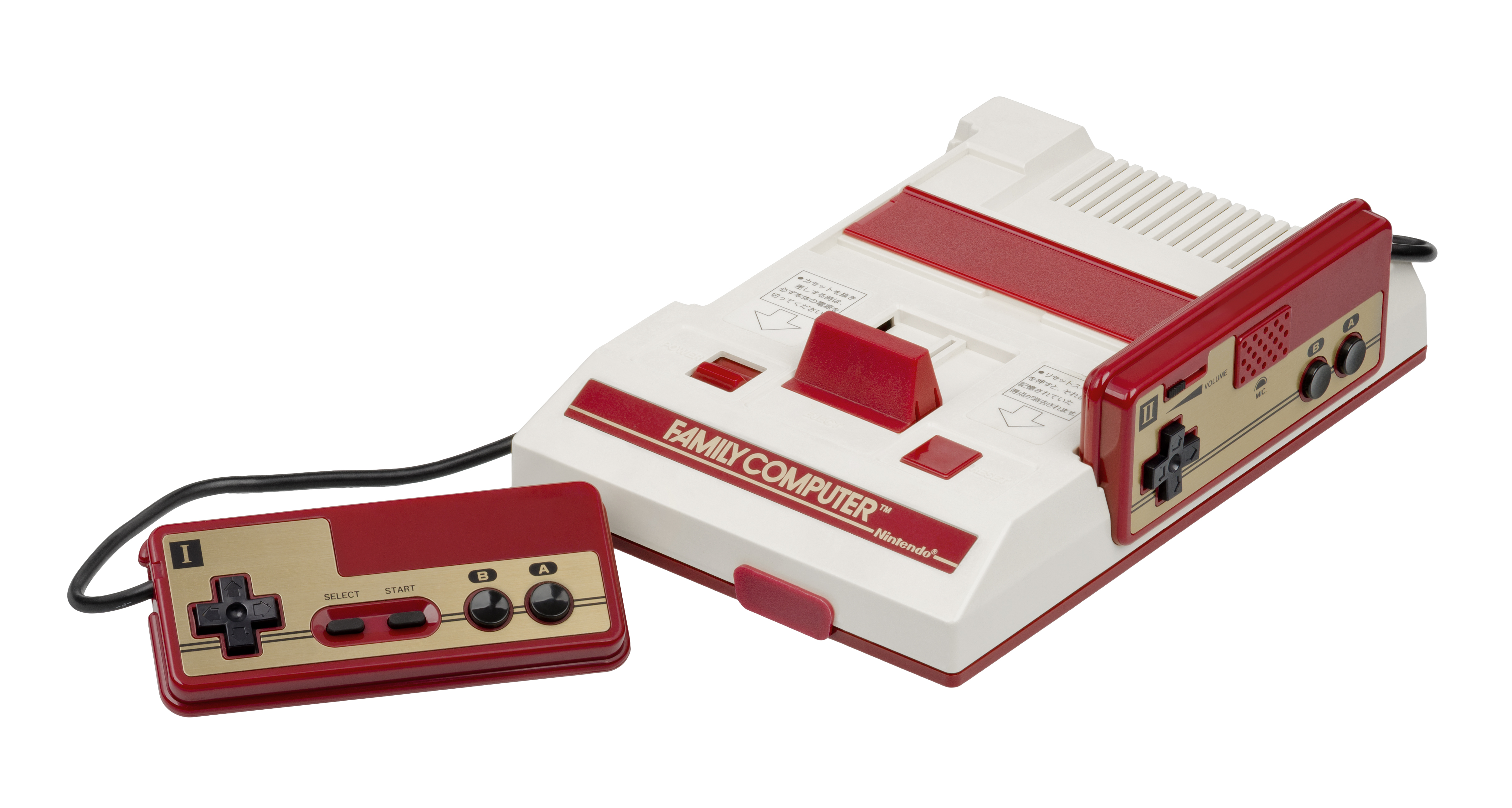
La Nintendo Entertainment System (Famicom al Japó) repeteix com la plataforma principal del videojoc.

Adventure Island II (en japonès 高橋名人の冒険島II, o Takahashi Meijin no Bōken Jima II o també "Master Takahashi's Adventure Island II") és un videojoc fet per Hudson Soft i llançat primerament als Estats Units el febrer del 1991. El 26 d'abril del mateix any va ser llançat al Japó, i el llançament a europeu va ser el 22 de juliol de 1992. El jugador assumeix el rol de Master Higgins, un habitant tropical que intenta salvar la seva xicota dels extraterrestres que ho van fer durant l'Adventure Island; ell està ajudat per monopatins, dinosaures, i destrals. És molt semblant a la saga Super Mario Bros..